# 弥富市立弥富北中学校
弥富市立弥富北中学校（やとみしりつ やとみきたちゅうがっこう）は、愛知県弥富市鎌倉町にある公立中学校。

## 歴史
海部郡弥富町では1977年（昭和52年）頃から急速に名古屋市のベッドタウン化が進行した。弥富町唯一の中学校である弥富町立弥富中学校の生徒数は1300人を超えてマンモス校と化したことから、2番目の中学校の建設が計画された。1979年（昭和54年）4月に弥富中学校から分離して弥富町立弥富北中学校が開校した。
2006年（平成18年）4月1日、弥富町と十四山村が合併して弥富市が発足し、弥富市立弥富北中学校に改称した。

## 建築

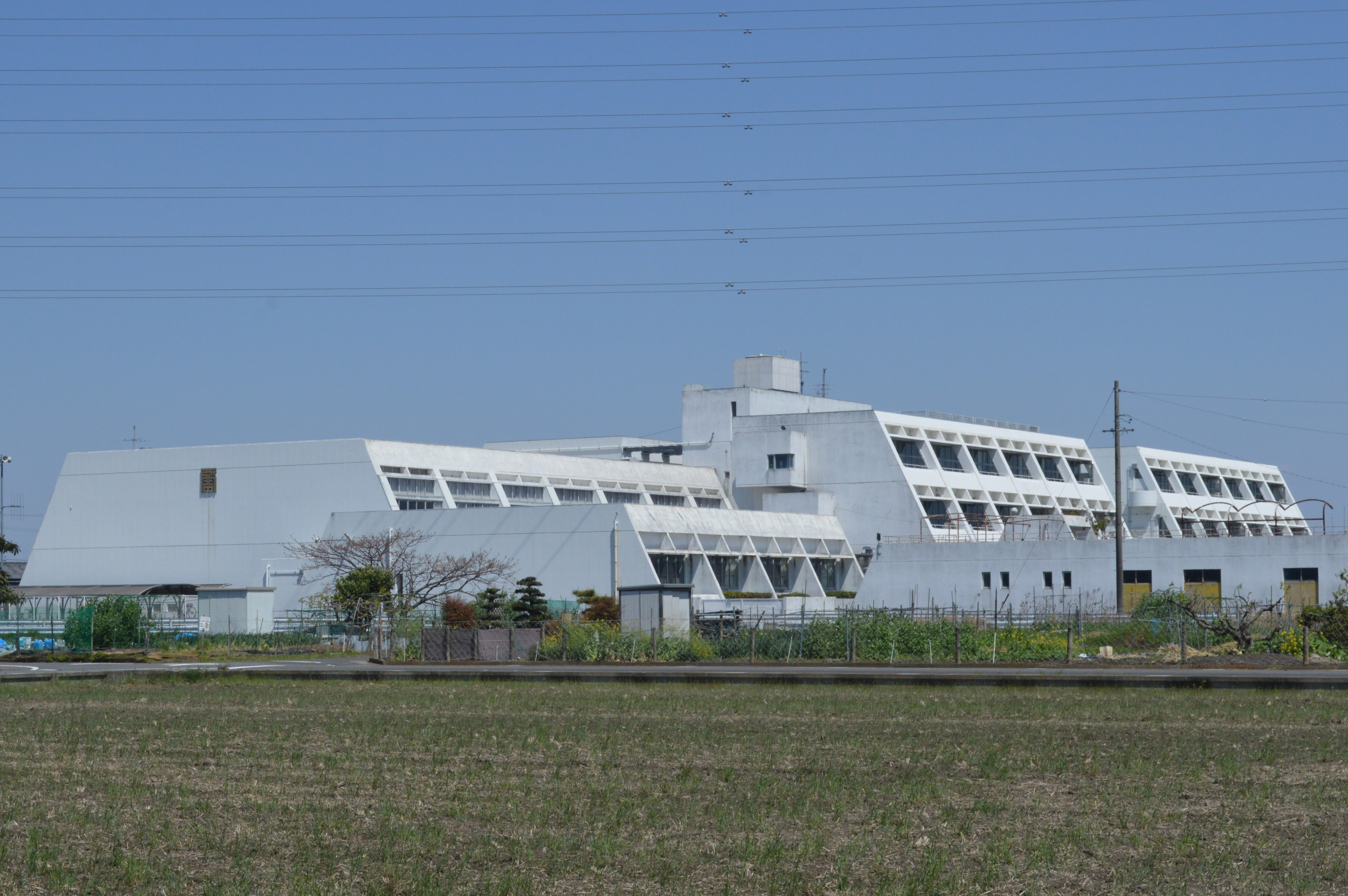
台形の校舎

弥富市は木曽川の三角州に位置することから地盤が弱い。そのため、校舎は耐震性を考慮した台形型校舎となっている。教室、体育館、柔剣道場、給食室すべてを連結し、校舎2棟の中央部には870平方メートルで800人以上を収容できるランチルームを設けている。
校舎は鉄骨鉄筋コンクリート造、地上3階建て。設計は青島設計であり、施工は鹿島建設、佐藤工務店、内藤産業JVである。敷地面積は32,386m2であり。延床面積は9,962m2である。

## 学区
- 弥富市立弥生小学校校区、弥富市立白鳥小学校校区の生徒が通学する[3]。

## 交通アクセス
- 弥富市コミュニティバス北部ルート「西中地公民館」バス停より徒歩約8分。
- JR東海関西本線弥富駅下車、徒歩約20分。
- 近鉄名古屋線近鉄弥富駅下車、徒歩約23分。

## 周辺施設
- 弥富市立白鳥小学校
- 弥富市立弥生小学校
- 白鳥保育園
- 海部南部消防組合北分署
- 浜乙女弥富工場